# Balthasar Münter (Holmens provst)
 Der er flere personer med dette navn, se Balthasar Münter.
Balthasar Münter (født 14. februar 1794 i København, død 26. februar 1867 sammesteds) var en dansk præst, søn af biskop Friederich Münter og bror til Theodor Münter. 
Balthasar Münter blev student i 1811 (privat dimitteret) og tog derefter den teologiske eksamen med udmærkelse i 1817. Da han i 1823 kom hjem efter en større udlandsrejse, blev han samme år 2. residerende kapellan ved Holmens Kirke. Han tjente ved Holmens Kirke resten af livet, fra 1835 som 1. residerende kapellan og fra 1849 som sognepræst og provst. Tillige blev han hofprædikant (1828) og kongl. konfessionarius (1861)
Münter var desuden lærer ved Pastoralseminariet (fra 1837), medlem af Bibelselskabets direktion og overdirektør for de massmannske søndagsskoler med mere. 
At Münter blev meget kendt i København, skyldtes ud over alle disse hverv hans virksomhed som præst og sjælesørger. Han var gennem en lang periode en af hovedstadens mest ansete præster. Hans personlighed blev beskrevet med ordene ydmyghed, troskyldighed, hjertelighed, gudsfrygt og kristelig alvor. Disse egenskaber gjorde ham meget skattet af både høje og lave, gamle og unge, i skriftestolen og blandt konfirmander.
Ved 300-årsfesten for reformationen erhvervede han sig doktorgraden i teologi. Af skriftlige materialer udgav han nogle prædikener og taler, hvorfor han ikke har sat sig de store spor i nutidens kirkeliv. Han udgav 1857 en andagtsbog: Christelig Andagtsbog til Brug i Orlogs- og Koffardifarten, som blev populær.
I 1828 blev han Ridder og 1862 Kommandør af 2. grad af Dannebrog. 1840 blev han Dannebrogsmand og fik 1864 rang med biskopper.
Han er begravet på Holmens Kirkegård.

## Gengivelser
Portrætmaleri af Andreas Herman Hunæus 1854 (Holmens Kirke), litograferet af kunstneren selv 1859. Blyantstegning af J.L. Lund (Det Kongelige Bibliotek). Buster af Christian Thielemann 1839 og F.C. Stramboe 1860. Silhouet (Frederiksborgmuseet). Portrætteret på J.V. Gertners maleri af Christian VIII's kroning (De Danske Kongers Kronologiske Samling); endvidere på mindeblad over Frederik VII's død og på billedet af Frederik (VIII')s og prinsesse Alexandras konfirmation. Tegning af Wilhelm Marstrand (Frederiksborgmuseet). Litografi af Edvard Lehmann 1838 efter maleri af J.L. Lund og fra F.E. Bording 1865. Silhouet i træsnit 1853. Xylografi efter tegning af Henrik Olrik.